# モンマス公爵

初代モンマス公爵ジェイムズ・スコットの紋章

モンマス公爵（英語: Duke of Monmouth）は、イギリスの公爵位。イングランド王国とスコットランド王国の合同前にイングランドで創設されたイングランド貴族である。爵位名はウェールズのモンマスにちなむ。
チャールズ2世がルーシー・ウォルターとの間に儲けた庶子であるジェイムズ・クロフツ（ジェイムズ・フィッツロイ）に対して1663年2月14日に授けたことに始まる。チャールズ2世はこの時同じくイングランド貴族の爵位「ドンカスター伯爵（Earl of Doncaster）」と「タインデイルのスコット男爵（Baron Scott of Tynedale）」も与えている。
ジェイムズは1663年4月20日に第4代バクルー伯爵アン・スコットと結婚し、スコットへ改姓した。同日付でチャールズ2世はジェイムズとアンの二人をスコットランド貴族「バクルー公爵（Duke and Duchess of Buccleuch）」と「ダルキース伯爵（Earl and Countess of Dalkeith）」および「ホイットチェスターとエスクデイルのスコット卿（Lord and Lady Scott of Whitchester and Eskdale）」に叙した。
1685年にチャールズ2世は崩じ、王弟のヨーク公爵ジェイムズがジェイムズ2世および7世として即位した。これに対しモンマス公爵は自身の王位継承権を主張して反乱を起こしたが（モンマスの反乱）、鎮圧された。議会で私権剥奪法が可決されたため、捕らえられたモンマス公爵はロンドン塔で処刑され爵位も全て没収された。ただし妻のアンが自身の権利として保持していた爵位（姉から相続したバクルー伯爵位と1663年に授けられたバクルー公爵位など）は対象ではなかったので、モンマス公爵夫妻の子孫はバクルー公爵家として続いた。さらに1743年には孫の第2代バクルー公爵フランシス・スコットに対してモンマス公爵の従属称号であった「ドンカスター伯爵」と「タインデイルのスコット男爵」を回復させる法律が議会で成立し、以後のバクルー公爵はこれらの爵位も帯びている。
ただしモンマス公爵位は以後バクルー公爵家が回復することも他の人物が新たに叙爵することもなく現代に至っている。

## モンマス公爵 （1663年）
- ジェイムズ・スコット (初代モンマス公爵) （1649年 - 1685年）
  - 1663年、バクルー公爵に叙爵。
  - 1685年、剥奪。
    - 1743年、孫の第2代バクルー公爵フランシス・スコットが「ドンカスター伯爵」と「タインデイルのスコット男爵」を回復。以後はバクルー公爵を参照。